# Gainesville (Florida)
Gainesville es una ciudad ubicada en el condado de Alachua en el estado estadounidense de Florida. En el Censo de 2010 tenía una población de 124.354 habitantes y una densidad poblacional de 769,53 personas por km².  Gainesville es conocida, principalmente, por albergar la Universidad de Florida, la universidad más grande del sistema universitario del estado de Florida y la tercera universidad más grande de los Estados Unidos.

## Geografía
Según la Oficina del Censo de los Estados Unidos, Gainesville tiene una superficie total de 161.6 km², de la cual 158.78 km² corresponden a tierra firme y (1.74%) 2.82 km² es agua.
Gainesville es una de las ciudades situadas más al sur de los Estados Unidos, donde predominan los árboles de hoja caduca, y se ha reconocido cada año, desde 1982, como “ciudad del árbol de los Estados Unidos”. La ciudad es también una estación importante de paso para los viajeros en automóvil, ya que está situada casi a mitad de la distancia entre Atlanta, Georgia y Miami, a cinco horas de Miami, y cinco de Atlanta.

### Clima
El clima de Gainesville se define como subtropical húmedo. Durante la estación de verano, del 15 de mayo al 30 de septiembre, el clima de la ciudad es igual que el del resto del estado, con grandes lluvias frecuentes y humedad alta. Las temperaturas veraniegas suelen ser calurosas, de 27° de media. En invierno, las temperaturas se hallan entre los 13-15 °C. En Gainesville, las temperaturas frías suelen ir acompañadas casi siempre por cielos claros y sistemas de alta presión. El récord de temperatura más fría es de -14,4 °C. La nieve es muy improbable durante el año.
La flora de la ciudad incluye muchas especies de hojas caducas, tales como cornus, arces, caryas y liquidambar, junto a otros árboles de hoja perenne. Debido a esto, la ciudad goza de breve períodos del color de la caída de las hojas de finales de noviembre y del mes de diciembre.
| Parámetros climáticos promedio de Gainesville, Florida (Gainesville Regional Airport), normales 1991−2020, extremos 1890−presente | Parámetros climáticos promedio de Gainesville, Florida (Gainesville Regional Airport), normales 1991−2020, extremos 1890−presente | Parámetros climáticos promedio de Gainesville, Florida (Gainesville Regional Airport), normales 1991−2020, extremos 1890−presente | Parámetros climáticos promedio de Gainesville, Florida (Gainesville Regional Airport), normales 1991−2020, extremos 1890−presente | Parámetros climáticos promedio de Gainesville, Florida (Gainesville Regional Airport), normales 1991−2020, extremos 1890−presente | Parámetros climáticos promedio de Gainesville, Florida (Gainesville Regional Airport), normales 1991−2020, extremos 1890−presente | Parámetros climáticos promedio de Gainesville, Florida (Gainesville Regional Airport), normales 1991−2020, extremos 1890−presente | Parámetros climáticos promedio de Gainesville, Florida (Gainesville Regional Airport), normales 1991−2020, extremos 1890−presente | Parámetros climáticos promedio de Gainesville, Florida (Gainesville Regional Airport), normales 1991−2020, extremos 1890−presente | Parámetros climáticos promedio de Gainesville, Florida (Gainesville Regional Airport), normales 1991−2020, extremos 1890−presente | Parámetros climáticos promedio de Gainesville, Florida (Gainesville Regional Airport), normales 1991−2020, extremos 1890−presente | Parámetros climáticos promedio de Gainesville, Florida (Gainesville Regional Airport), normales 1991−2020, extremos 1890−presente | Parámetros climáticos promedio de Gainesville, Florida (Gainesville Regional Airport), normales 1991−2020, extremos 1890−presente | Parámetros climáticos promedio de Gainesville, Florida (Gainesville Regional Airport), normales 1991−2020, extremos 1890−presente |
| Mes | Ene. | Feb. | Mar. | Abr. | May. | Jun. | Jul. | Ago. | Sep. | Oct. | Nov. | Dic. | Anual |
| --- | --- | --- | --- | --- | --- | --- | --- | --- | --- | --- | --- | --- | --- |
| Temp. máx. abs. (°C) | 31.7 | 32.8 | 35.6 | 35.6 | 38.9 | 40 | 38.9 | 37.8 | 37.2 | 35.6 | 32.8 | 30.6 | 40 |
| Temp. máx. media (°C) | 19.6 | 21.6 | 24.4 | 27.5 | 30.9 | 32.4 | 32.8 | 32.6 | 31.2 | 27.9 | 23.7 | 20.7 | 27.1 |
| Temp. media (°C) | 12.7 | 14.7 | 17.1 | 20.3 | 23.9 | 26.6 | 27.4 | 27.4 | 26 | 21.9 | 17.1 | 14.1 | 20.7 |
| Temp. mín. media (°C) | 6 | 7.9 | 10 | 13.2 | 17.2 | 21 | 22.2 | 22.3 | 20.8 | 16 | 10.4 | 7.5 | 14.6 |
| Temp. mín. abs. (°C) | -12.2 | -14.4 | -5.6 | 0 | 5.6 | 10 | 15.6 | 15.6 | 8.9 | 0 | -6.7 | -10.6 | -14.4 |
| Precipitación total (mm) | 83.6 | 67.8 | 88.6 | 69.6 | 78.2 | 192 | 169.7 | 162.6 | 128.3 | 68.1 | 45.5 | 73.2 | 1227.1 |
| Días de precipitaciones (≥ 0.2 mm)                                                                                                | 8.2 | 7.2 | 7.4 | 6.2 | 6.9 | 14.9 | 15.9 | 16.1 | 11.0 | 7.2 | 5.8 | 7.0 | 113.8 |
| Fuente: NOAA | | | | | | | | | | | | | |

## Demografía
Según el censo de 2010, había 124.354 personas residiendo en Gainesville. La densidad de población era de 769,53 hab./km². De los 124.354 habitantes, Gainesville estaba compuesto por el 64.92% blancos, el 22.98% eran afroamericanos, el 0.3% eran amerindios, el 6.86% eran asiáticos, el 0.05% eran isleños del Pacífico, el 1.95% eran de otras razas y el 2.95% pertenecían a dos o más razas. Del total de la población el 9.96% eran hispanos o latinos de cualquier raza.
En el censo de 2000 la renta media de una casa en la ciudad es de $28.164, y la renta media para una familia, $44.263. Los varones tienen una renta media de $31.090 frente a $25.653 para las mujeres. La renta per cápita para la ciudad es de $16.779. El 26.7% de la población y el 15.3% de familias están por debajo del umbral de la pobreza. Fuera de la población total, el 24.7% de ellos son jóvenes de menos de 18 años y 9.5% de más de 65 años, haciendo de Gainesville una de las ciudades más pobres con una gran universidad pública.

## Educación
- Las Escuelas Públicas del Condado de Alachua gestiona escuelas públicas.

## Personajes ilustres
- Marvin Harris
- Tom Petty
- Bo Didley
- Don Felder
- AJ Styles
- Noah Lyles

## Ciudades hermanadas
Gainesville están hermanadas con las siguientes ciudades:
- Manizales, Caldas, Colombia.
- Pereira, Risaralda, Colombia.
- Montería, Córdoba, Colombia.
- Novorossiysk, Sur, Rusia.